# Issoire
Issoire ist eine französische Stadt mit 15.078 Einwohnern (Stand 1. Januar 2022) im Département Puy-de-Dôme in der Region Auvergne-Rhône-Alpes. Sie ist Sitz der Unterpräfektur (französisch Sous-préfecture) des Arrondissements Issoire und Hauptort (französisch: chef-lieu) des Kantons Issoire.

## Geografie
Die Stadt liegt am Fluss Allier, bei der Einmündung seines Nebenflusses Couze Pavin, rund 37 Kilometer südlich von Clermont-Ferrand an der Cevennenbahn und der Autoroute A75.

## Geschichte
Der Ortsname dürfte keltischen Ursprungs sein. Eine römische Siedlung ist durch Funde zu vermuten. Austremoine, Missionar und erster Bischof der Auvergne, gründete hier Ende des 3. Jahrhunderts ein Kloster, die Keimzelle der heutigen Stadt. Diese wurde seit dem 19. Jahrhundert zum wirtschaftlichen und industriellen Zentrum im Allier-Tal, dominiert von der Aluminium-Herstellung und der Luftfahrtindustrie. Der Luftfahrtkonzern Pechiney-Rhénalu ist für Issoire und die Region der größte Arbeitgeber. Der Stadtkern um die romanische Kirche Saint-Austremoine hat sich sein historisches Flair erhalten.
Als sich Frankreich im Zweiten Weltkrieg unter deutscher Besatzung befand, setzten deutsche Offiziere internationale Hilfstruppen (mehrheitlich Weiße Russen verschiedener Ethnien sowie Inder; siehe Subhash Chandra Bose) für die Jagd auf die Résistance ein. Am 31. Juli 1944 rückte eine Einheit namens „Tatarenlegion der Wolga“ in Issoire ein. Im nahen Rochefort-Montagne starben zwei Tataren im Gefecht mit dem Widerstand.

## Sehenswürdigkeiten

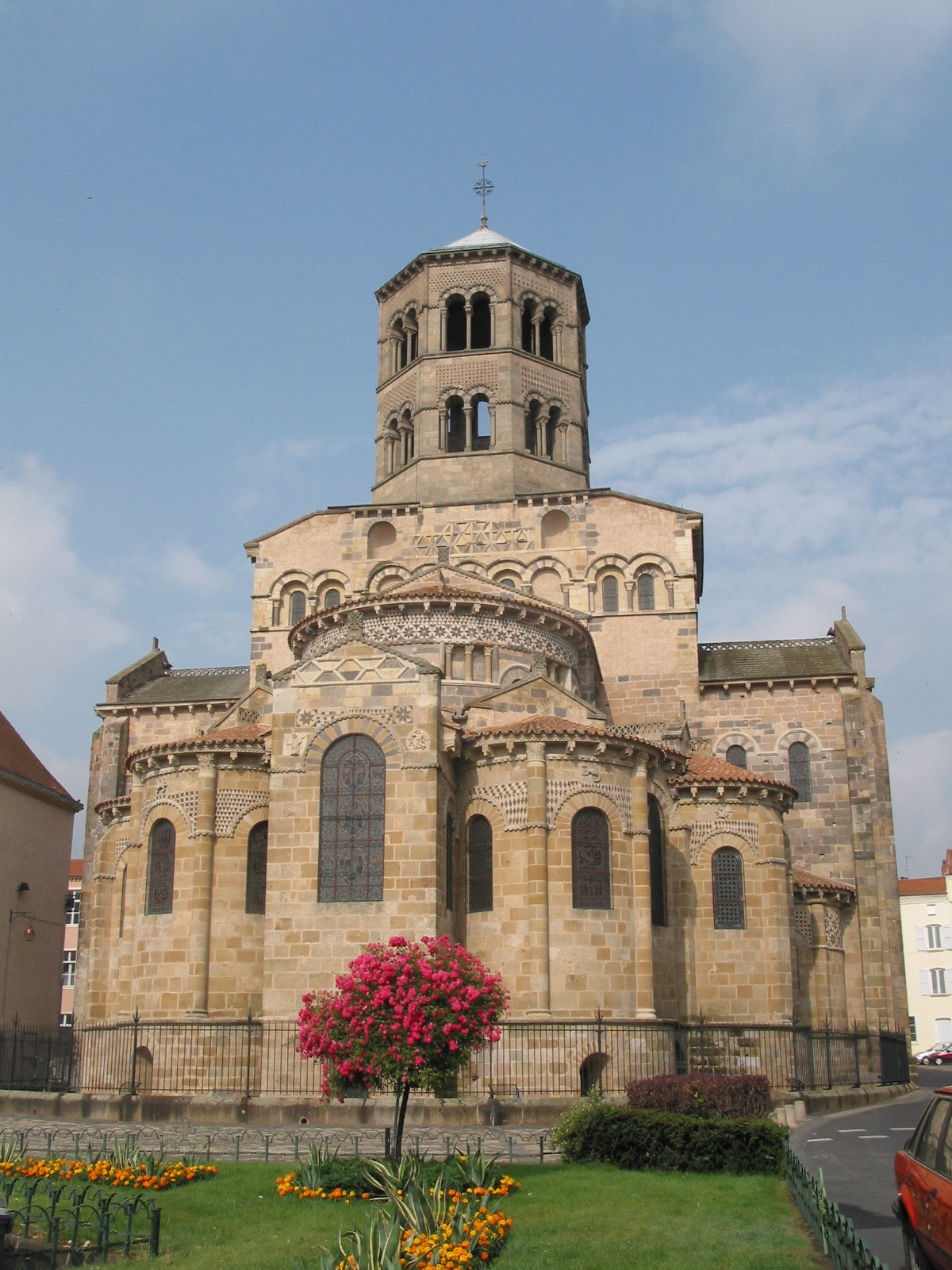
Saint-Austremoine

- Die Kirche Saint-Austremoine wurde um 1130 bis 1150 errichtet und ist der größte Bau der auvergnatischen Romanik. Er ist ein Beispiel für den kreuzförmigen Grundriss und den pyramidalen Aufbau. In den Religionskriegen 1575 stark beschädigt, wurde die Kirche im 19. Jahrhundert gründlich restauriert und besitzt wieder die beiden sich gegenüberstehenden Ost- und Westriegel mit dem dazwischen eingespannten 65 Meter langen Langhaus und dem Ostbau mit Chorumgang und davon ausstrahlenden Kapellen. Wiederaufgebaut wurden auch die beiden Türme. Beachtenswert sind die Verzierungen – Mosaiken wie Skulpturen – außen am Chorhaupt und die Kapitelle in Chor und Querhaus. Die Restaurierung des 19. Jahrhunderts hat sich durch Anatole Dauvergne bemüht, im Innenraum die Farbe wieder zu ihrem Recht kommen zu lassen. Diese Ausmalung mit Ornamenten in kräftigen Farben wurde jedoch ohne besondere Rücksicht auf romanische Stilprinzipien durchgeführt und verleiht dem Raum eher ein orientalisches Aussehen. In der dazu kontrastierenden schlichten Krypta steht eine filigrane Marienstatue. Der Kirchenpatron, dessen Reliquien sich dort befinden, ist ebenfalls mit einer Statue gewürdigt.
- Schloss Hauterive, klassizistisches Barockschloss aus dem 17. Jahrhundert, mit französischem Garten
- Uhrenturm Tour de l’Horloge mit Museum der Renaissance, darin das Atelier von Jean le Fier, der sich mit dem Problem der Zeitmessung beschäftigte
- Centre Culturel Nicolas Pomel, ehemalige Benediktinerabtei, seit 1975 städtisches Kultur- und Ausstellungszentrum, 1702 bis 1724 an Stelle eines mittelalterlichen Klosters errichtet, ab 1792 Rathaus, ab 1802 Kaiserliches Kollegium
- Centre d’Art Roman Georges Duby, Museum der Kunst der Romanik mit Kapitelsaal des ehemaligen Klosters
- Place de la République mit den Renaissancegebäuden Maison à Arcades und Maison du Chancelier Duprat
- Kapelle Sévigné Saint-Louis, neugotische Kapelle eines Pensionats (19. Jahrhundert)
- Der Dolmen L’Usteau du Loup ist das einzige Galeriegrab der Region. Es liegt nordwestlich des Weilers Unsac bei Issoire.

## Feste
- Festival d’Art Romain, mittelalterliches Folklorespektakel in der Altstadt alljährlich in der letzten Augustwoche

## Städtepartnerschaften
- Neumarkt in der Oberpfalz, Deutschland (seit 1971)
- Veroli, Region Latium, Italien[2]

## Persönlichkeiten
- Antoine Duprat (1463–1535), Kardinal und Kanzler von Frankreich
- Thomas Duprat (um 1488–1528), römisch-katholischer Bischof von Clermont
- Guillaume Duprat (1507–1560), römisch-katholischer Bischof von Clermont
- Nicolas Baldo (* 1984), Straßenradrennfahrer
- Victoire Tinayre (1831–1895), Kommunardin